# Annie Dirkens

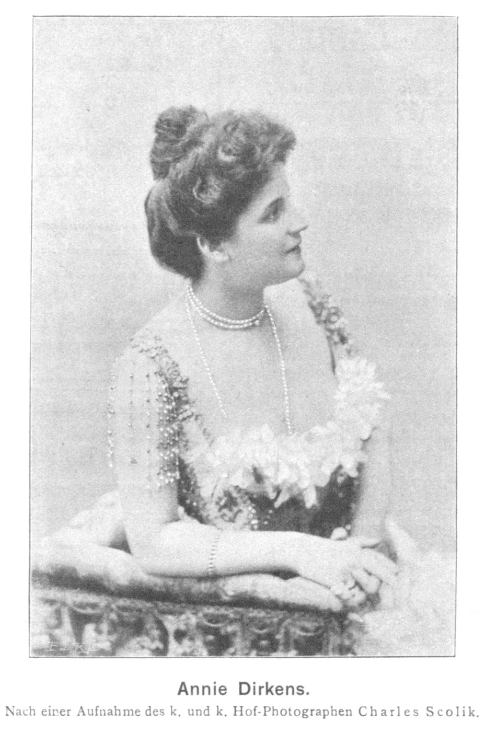
Annie Dirkens (1900)

Annie Dirkens, eigentlich: Marie Therese Agnes Drews, ab 14. Juli 1898 verehelichte Anna Freiin von Hammerstein-Equord (* 25. September 1870 in Berlin, Königreich Preußen; † 11. November 1942 in Wien) war eine deutsch-englische Operettensängerin (Sopran).

## Leben
Annie Dirkens’ Eltern waren der königliche Bahnbeamte und gebürtige Brite Peter Lawrence August Drews (auch Carl August Drews) und Marie Juliane geb. Koch, die in Berlin in der Louisenstraße 22 wohnten. Dirkens erhielt Gesangsausbildung am Sternschen Konservatorium in Berlin und in Dresden bei Nina Falkenberg. Ihr erster Auftritt erfolgte am Viktoria-Theater in Berlin, dann am Adolf-Ernst-Theater und am Leipziger Stadttheater 1893. Am 20. März 1895 trat sie, im Rahmen eines Gastspiels, als Adele in der Fledermaus erstmals am Theater an der Wien auf. Sie war auch in der Operette Der Opernball von Richard Heuberger zu sehen. 
Am 14. Juli 1898 heiratete sie in der Kirche St Martin-in-the-Fields in London Wilhelm Freiherr von Hammerstein-Equord.

1899 ging sie nach Wien ans Theater in der Josefstadt. Für kurze Zeit war sie am Carltheater beschäftigt, ging aber wieder zurück ans Theater in der Josefstadt. Zahlreiche Gastspiele als Operndiva absolvierte sie in London, im Juni 1894 als Gästin des Coburger Ensembles.

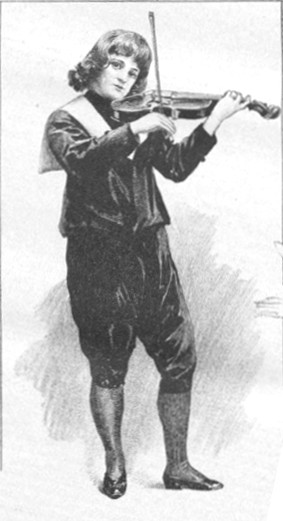
Annie Dirkens (von Jan Vilímek, 1896)

Tonaufnahmen von ihr erschienen schon früh auf Grammophon-Platten, z. B. als Rosalinde aus Der Fledermaus (2-43 441) oder ein Mägdelein aus Wanda (43 296).

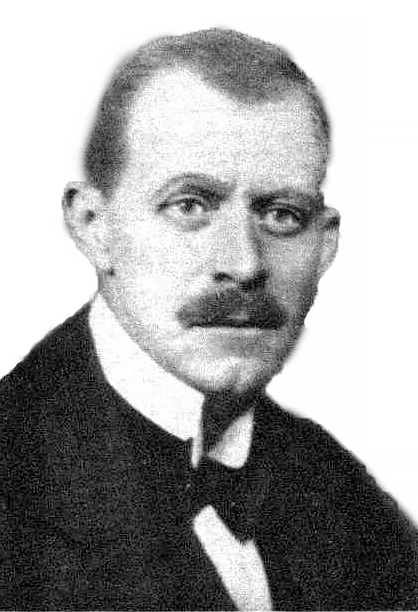
Ehemann Wilhelm von Hammerstein-Equord (vor 1916)

Während des Ersten Weltkriegs arbeitete sie als freiwillige Hilfspflegerin, Operationsschwester sowie Küchenleiterin unter anderem in den Kriegslazaretten von Lubaczów, Tarnow, Jaroslau, Kety und Bielitz, wo sie auch im Stadttheater zugunsten des Roten Kreuzes als Sängerin auftrat. Im Reservespital Neu Sandec konnte sie ihren Ehemann Wilhelm Freiherrn von Hammerstein-Equord (1868–1915), k.u.k. Kämmerer, Major (in) der Reserve im k.u.k. Ulanenregiment Nr. 11, betreuen, der, auf dem nördlichen Kriegsschauplatz schwer verletzt, am 31. März 1915 nach einer Beinamputation verstarb.
Während der Zeit als Krankenpflegerin durch einen von scheuenden Pferden verursachten Sturz monatelang ans Bett gefesselt, beendete sie nach 1918 ihre Karriere und führte als 60-prozentige Kriegsinvalidin in der Nähe des Wiener Burgtheaters eine Tabaktrafik. Hatte sie mit ihrem Ehemann in der Alleegasse 47 (heute: Argentinierstraße 47) gewohnt, verstarb sie als Anni Hammerstein, Tabak-Trafikantin, an ihrer letzten Meldeadresse, Gumpendorfer Straße 83 (Adolph Lehmann’s allgemeiner Wohnungs-Anzeiger, 1942). (Siehe auch: Burg Oberranna).

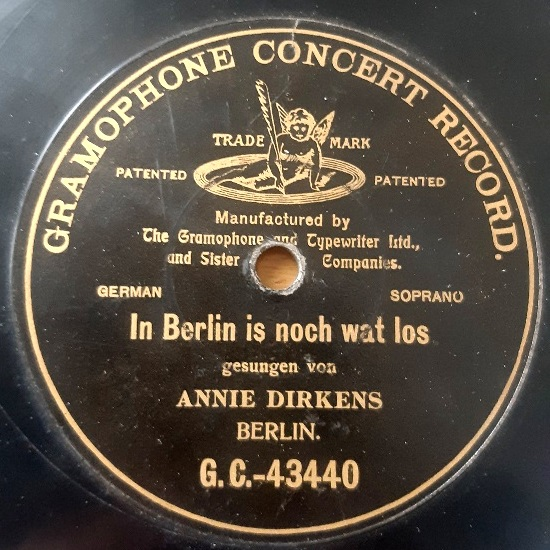
Schallplatte von Annie Dirkens (Berlin 1903)

Von Annie Dirkens existieren Schallplatten auf Berliner Records (Wien 1900 & Berlin 1901), G&T (Berlin 1903) und Gramophone (Wien 1908).

## Ehrungen

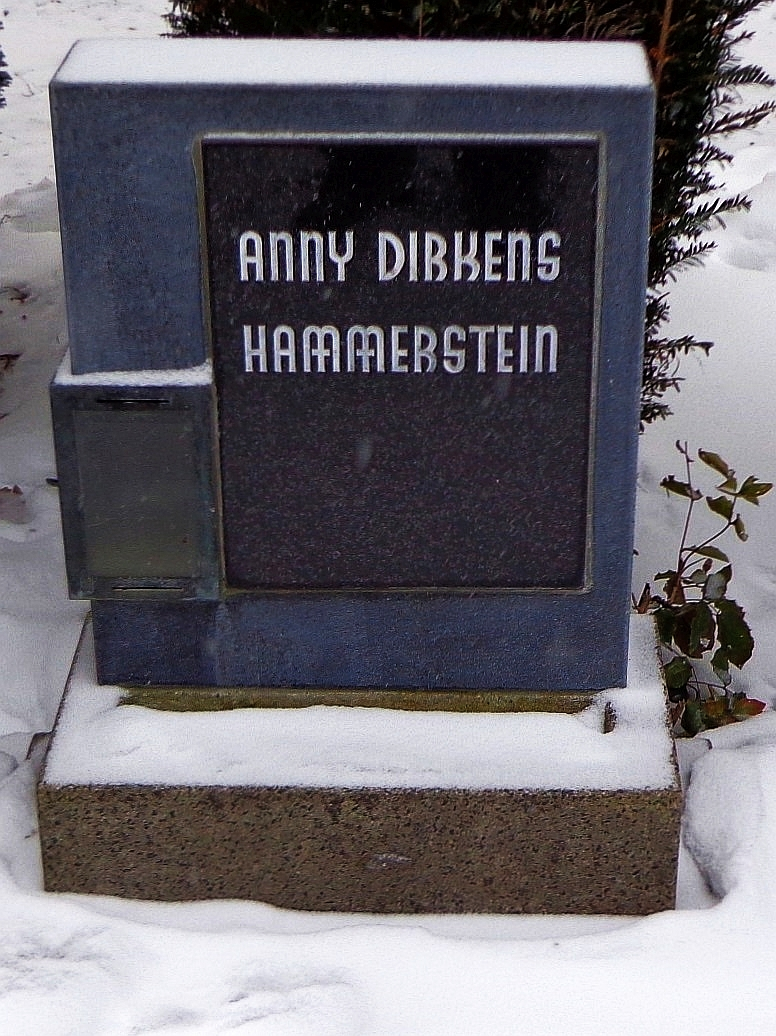
Feuerhalle Simmering – ehrenhalber gewidmetes Urnengrab von Annie Dirkens-Hammerstein

Anny Dirkens-Hammerstein wurde in einem ehrenhalber gewidmeten Grab (Abteilung 1, Ring 3, Gruppe 6, Nummer 169) im Urnenhain der Feuerhalle Simmering beigesetzt. 1955 wurde in Wien-Hietzing die Dirkensgasse nach ihr benannt.